# Borussia Mönchengladbach
Borussia VfL 1900 Mönchengladbach e.V., cunoscut ca Borussia Mönchengladbach (pronunțat [boˈʁʊsi̯a mœnçənˈɡlatbax]), Mönchengladbach sau simplu Gladbach, este un club de fotbal din Mönchengladbach, Renania de Nord-Westfalia, Germania, care evoluează în Bundesliga.

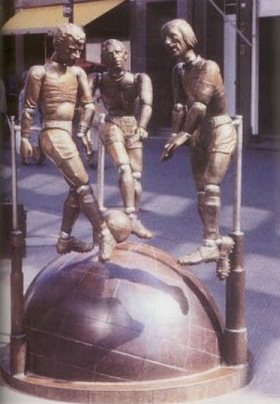
Monument dedicat tripletei legendare a Borussiei — Herbert Wimmer, Berti Vogts și Günter Netzer (de la stânga la dreapta), amplasat într-o zonă pietonală din Mönchengladbach

## Lotul actual
La 9 august 2025
| Nr. |                       | Poziție | Jucător                                           |
| --- | --------------------- | ------- | ------------------------------------------------- |
| 1   | Elveția               | P       | Jonas Omlin (căpitan)                             |
| 2   | Italia                | F       | Fabio Chiarodia                                   |
| 4   | Indonezia             | F       | Kevin Diks                                        |
| 5   | Germania              | F       | Marvin Friedrich                                  |
| 7   | Austria               | M       | Kevin Stöger                                      |
| 8   | Germania              | M       | Julian Weigl (vice-căpitan)                       |
| 9   | Franța                | A       | Franck Honorat                                    |
| 10  | Germania              | M       | Florian Neuhaus                                   |
| 11  | Germania              | A       | Tim Kleindienst                                   |
| 13  | Japonia               | A       | Shiō Fukuda                                       |
| 15  | Bosnia și Herțegovina | A       | Haris Tabaković (împrumutat de la TSG Hoffenheim) |
| 16  | Germania              | M       | Philipp Sander                                    |
| 17  | Coreea de Sud         | M       | Jens Castrop                                      |
| 18  | Japonia               | A       | Shūto Machino                                     |

| Nr. |                            | Poziție | Jucător               |
| --- | -------------------------- | ------- | --------------------- |
| 19  | Camerun                    | A       | Nathan Ngoumou        |
| 20  | Germania                   | F       | Luca Netz             |
| 22  | Danemarca                  | M       | Oscar Fraulo          |
| 25  | Germania                   | A       | Robin Hack            |
| 26  | Germania                   | F       | Lukas Ullrich         |
| 27  | Germania                   | M       | Rocco Reitz           |
| 28  | Armenia                    | A       | Grant-Leon Ranos      |
| 29  | Statele Unite ale Americii | F       | Joe Scally            |
| 30  | Elveția                    | F       | Nico Elvedi           |
| 33  | Germania                   | P       | Moritz Nicolas        |
| 34  | Germania                   | A       | Charles Herrmann      |
| 39  | Germania                   | M       | Niklas Swider         |
| 42  | Luxemburg                  | P       | Tiago Pereira Cardoso |
| 43  | Germania                   | F       | Tyler Meiser          |

## Clasamentul UEFA
La 8 aprilie 2021. 
| Poz. | Echipa                   |        |
| ---- | ------------------------ | ------ |
| 46   | Celtic                   | 34.000 |
| 47   | Viktoria Plzeň           | 33.500 |
| 48   | Borussia Mönchengladbach | 33.000 |
| 49   | Eintracht Frankfurt      | 33.000 |
| 50   | Steaua Roșie Belgrad     | 24.000 |

## Palmares

### Național
Bundesliga (5): 1969–70, 1970–71, 1974–75, 1975–76, 1976–77
2-Bundesliga: 2007–08
DFB-Pokal (3): 1959–60, 1972–73, 1994–95
- Finalistă (2): 1983–84, 1991–92

Supercupa Germaniei: 1977 (neoficial)
- Finalistă: 1995

DFB-Ligapokal:
- Finalistă: 1972–73

### Europa
Cupa Campionilor Europeni:
- Finalistă: 1976–77

Cupa UEFA (2): 1974–75, 1978–79
- Finalistă (2): 1972–73, 1979–80

### Internațional
Cupa Intercontinentală:
- Finalistă: 1977

### Performanțe ale jucătorlor
Jucători ai clubului care au câștigat următoarele premii:
Fotbalistul Anului – Europa
- 1977:  Allan Simonsen
- 1986:  Igor Belanov

Fotbalistul Anului – Germania
- 1971:  Berti Vogts
- 1972:  Günter Netzer
- 1973:  Günter Netzer
- 1979:  Berti Vogts
- 1987:  Uwe Rahn
- 1990:  Lothar Matthäus
- 1999:  Lothar Matthäus
- 2012:  Marco Reus

Fotbalistul Anului – Australia
- 1996:  Damian Mori

Fotbalistul Anului – Austria
- 1986:  Anton Polster
- 1997:  Anton Polster

Fotbalistul Anului – Belgia
- 2001:  Wesley Sonck

Fotbalistul Anului – Danemarca
- 1994:  Thomas Helveg

Fotbalistul Anului – Suedia
- 1993:  Martin Dahlin
- 1995:  Patrik Andersson
- 2001:  Patrik Andersson

Fotbalistul Anului – SUA
- 1997:  Kasey Keller
- 1999:  Kasey Keller
- 2005:  Kasey Keller

Golgheteri Bundesliga
- 1974 – 30 de goluri –  Jupp Heynckes (la egalitate cu Gerd Müller (FC Bayern München))
- 1975 – 29 de goluri –  Jupp Heynckes
- 1987 – 24 de goluri –  Uwe Rahn
- 1995 – 20 de goluri –  Heiko Herrlich (la egalitate cu Mario Basler (Werder Bremen))

Golul anului
- 1971:  Ulrik Le Fevre
- 1972:  Günter Netzer
- 1973:  Günter Netzer
- 1978:  Rainer Bonhof
- 1979:  Harald Nickel
- 2005:  Kasper Bögelund
- 2006:  Oliver Neuville

Golul sezonului
- 2012–13:  Juan Arango

## Antrenori
| - Hans Krätschmer (1946–49) - Werner Sottong (1949–50) - Heinz Ditgens & Paul Pohl (1950–51) - Fritz Pliska (1951–53) - Fritz Silken (1953–55) - Klaus Dondorf (1955–57) - Fritz Pliska (1957–60) - Bernd Oles (1960–62) - Fritz Langner (1 July 1962 – 25 April 1964) - Hennes Weisweiler (1 July 1964 – 30 June 1975) - Udo Lattek (1 July 1975 – 30 June 1979) - Jupp Heynckes (1 July 1979 – 30 June 1987) - Wolf Werner (1 July 1987 – 21 Nov 1989) - Gerd vom Bruch (22 Nov 1989 – 25 Sep 1991) - Bernd Krauss (interim) (25 Sep 1991 – 7 Oct 1991) - Jürgen Gelsdorf (3 Oct 1991 – 5 Nov 1992) - Bernd Krauss (6 Nov 1991 – 7 Dec 1996) - Hannes Bongartz (19 Dec 1996 – 29 Nov 1997) | - Norbert Meier (1 Dec 1997 – 31 March 1998) - Friedel Rausch (1 April 1998 – 10 Nov 1998) - Rainer Bonhof (10 Nov 1998 – 31 Aug 1999) - Manfred Stefes (interim) (1999–00) - Hans Meyer (7 Sep 1999 – 1 March 2003) - Ewald Lienen (2 March 2003 – 21 Sep 2003) - Holger Fach (21 Sep 2003 – 27 Oct 2004) - Horst Köppel (interim) (27 Oct 2004 – 1 Nov 2004) - Dick Advocaat (2 Nov 2004 – 18 April 2005) - Horst Köppel (18 April 2005 – 14 May 2006) - Jörn Andersen (interim) (14 May 2006 – 30 June 2006) - Jupp Heynckes (1 July 2006 – 2 Feb 2007) - Jos Luhukay (31 Jan 2007 – 5 Oct 2008) - Christian Ziege (interim) (5 Oct 2008 – 18 Oct 2008) - Hans Meyer (18 Oct 2008 – 28 May 2009) - Michael Frontzeck (1 July 2009 – 13 Feb 2011) - Lucien Favre (14 Feb 2011–) |  |

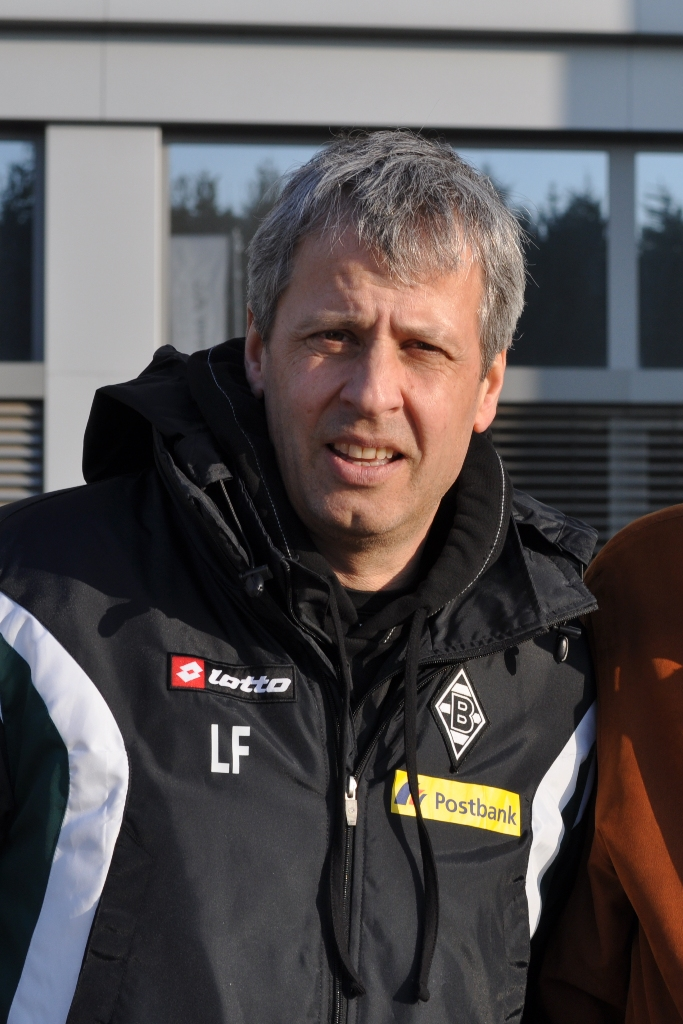
Manager Lucien Favre